# Zahari Stoianovo, Tărgoviște
Zahari Stoianovo (în bulgară Захари Стояново) este un sat în comuna Popovo, regiunea Tărgoviște,  Bulgaria. 

## Demografie
Componența etnică a satului Zahari Stoianovo
     Turci (64,28%)
     Bulgari (32,33%)
     Nicio identificare (3,38%)
     Altele (0%)
La recensământul din 2011, populația satului Zahari Stoianovo era de 266 locuitori. Din punct de vedere etnic, majoritatea locuitorilor (64,28%) erau turci, cu o minoritate de bulgari (32,33%). Pentru 3,38% din locuitori nu este cunoscută apartenența etnică.